# Ge'ula
Ge'ula (hebrejsky גאולה‎, doslova Vykoupení) je městská čtvrť v centrální části Jeruzaléma v Izraeli.

## Geografie
Leží v nadmořské výšce téměř 800 metrů, cca 1,5 kilometru severozápadně od Starého Města. Na jihu s ní sousedí čtvrť Me'a Še'arim a Zichron Moše, na západě Kerem Avraham, na severu a východě Šchunat ha-Bucharim. Populace čtvrti je židovská.

## Dějiny
Rezidenci se zemědělským hospodářstvím si tu postavil britský konzul James Finn se svou ženou. Tehdy šlo o třetí budovu postavenou vně hradeb Jeruzaléma. Současná čtvrť vznikla v letech 1927–1928. Původně byla zdejší populace smíšená ze sekulárních a nábožensky orientovaných rodin. V současnosti je výlučně obývána ultraortodoxními Židy chasidského směru původem ze Satu Mare (Szatmar).[zdroj⁠?!] Nachází se tu ješiva Ješivat Gur, největší ješiva v Izraeli, s více než 10 000 místy ve svých učebnách.